# Jakkanahalli, Shikarpur
Jakkanahalli là một làng thuộc tehsil Shikarpur, huyện Shimoga, bang Karnataka, Ấn Độ.